# Charles Joseph van Helmont
Charles Joseph van Helmont (Brussel, gedoopt in de parochie Sint-Goedele 19 maart 1715 - 8 juni 1790) was een Vlaams componist en kerkmusicus.
Van Helmont volgde zijn opleiding bij Pierre Hercules Brehy (1673-1737) aan de Brusselse Sint-Michiel en Sint-Goedelekathedraal. Daar volgde hij op 18-jarige leeftijd Josse Boutmy op als organist. In 1737 werd hij kapelmeester aan de Brusselse Kapellekerk, tot 1741, wanneer hij terugkeerde naar de kathedraal. Daar bleef hij tot 1777 kapelmeester, en stond er in die hoedanigheid in voor het muzikaal verzorgen van de erediensten, de opleiding van het koor en de zangers, en het componeren van nieuwe religieuze muziek. In 1777 nam zijn zoon Adriaan Joseph van Helmont deze functie over.
Van Helmont componeerde een groot aantal religieuze en profane werken, waaronder het oratorium Judith, een opera Grisélidis en voor de Goede Week Les neuf Leçons de la Semaine Sainte voor Basso continuo en sopraan. Zijn algemene stijl leunt aan bij die van zijn Italiaanse tijdgenoten, zijn Pièces de Clavecin zijn door Jean-Philippe Rameau beïnvloed. In de bibliotheek van het Koninklijk Conservatorium van Brussel bevinden zich 525 manuscripten van Charles Joseph van Helmont.